# Bignon-Mirabeau
Bignon-Mirabeau – miejscowość i gmina we Francji, w Regionie Centralnym, w departamencie Loiret.
Według danych na rok 1990 gminę zamieszkiwało 197 osób, a gęstość zaludnienia wynosiła 15 osób/km² (wśród 1842 gmin Regionu Centralnego Bignon-Mirabeau plasuje się na 942. miejscu pod względem liczby ludności, natomiast pod względem powierzchni na miejscu 982.).